# Colobomatus sparsi
Colobomatus sparsi is een eenoogkreeftjessoort uit de familie van de Philichthyidae. De wetenschappelijke naam van de soort is voor het eerst geldig gepubliceerd in 1982 door Essafi.